# 四川蝗莺
四川蝗莺（学名：Locustella chengi），是中国特有的一种蝗莺属鸟类。它们分布于四川、贵州、湖南、湖北和陕西，可能在江西也有分布。
四川蝗莺原名为四川短翅莺，2022年，为了与其新的分类地位相符，“中国鸟类名录”10.0版将四川短翅莺的中文名修改为四川短翅蝗莺。
它们的近亲是高山蝗莺（Locustella mandelli），两者在形态上较为相似，但彼此的分布海拔和鸣叫声存在区别：四川蝗莺的鸣叫声频率在4000赫兹以下，相较高山蝗莺的鸣叫声（6000赫兹左右）更低。四川蝗莺的活动范围在海拔1900米以下，而高山蝗莺的活动范围在海拔1850米以上。DNA分析研究表明两种蝗莺约在85万年前从同一祖先分开演化。

## 词源
四川蝗莺的种小名chengi是为纪念中国鸟类学家郑作新，中国现代鸟类学和动物地理学的奠基人之一。这也是首个以中国鸟类学家来命名的鸟类。

## 保育现状
四川蝗莺在国际自然保护联盟濒危物种红色名录于2017年的评估中被评为无危，它们有着较广的分布范围且相信它们的种群数量趋势处于稳定状态。